# La Ceiba (Honduras)
La Ceiba is een havenstad (gemeentecode 0101) in het noorden van Honduras, gelegen aan de Caribische Zee. Het is met haar 208.000 inwoners de vierde grootste stad van het land. La Ceiba is de hoofdstad van het departement Atlántida. Het is sinds 2011 de zetel van een rooms-katholiek bisdom.
La Ceiba wordt ook wel La novia (de vriendin) van Honduras genoemd, en is volgens de bewoners de stad waar het meest feest wordt gevierd. Meestal wordt ook de grap gemaakt dat de bevolking in de hoofdstad Tegucigalpa alleen maar denkt, de bevolking van San Pedro Sula alleen maar werkt en de bevolking van La Ceiba alleen maar feestviert.
Bij La Ceiba komt de rivier Cangrejal in zee uit.

## Dorpen
De gemeente bestaat uit 21 dorpen (aldea), waarvan de grootste qua inwoneraantal: La Ceiba (code 010101), Corozal (010104), El Perú (010108) en Sambo Creek (010117).

## Bevolking
De bevolking is als volgt verdeeld:
| Vrouwen | 109.968 | 52,9% |
| Mannen  | 97.765  | 47,1% |

## Geboren in La Ceiba
- José Azcona del Hoyo (1927-2005), president van Honduras
- Víctor Bernárdez (1982), voetballer
- Wilson Palacios (1984), voetballer
- Arnold Peralta (1989-2015), voetballer

## Voetnoten
1. ↑  Instituto Nacional de Estadistica (acroniem: INE); bevolking 2016[dode link]
2. ↑  Redatam; División Política Territorial.